# Валуевски циркуляр
Валуевски циркуляр от 30 юли (18 юли по стар стил) 1863 г. е секретна заповед (указ) на министъра на вътрешните работи на Руската империя Пьотр Валуев до териториалните цензурни комисии, в която се нарежда да се спре издаването на значителна част от книгите, написани на „малоруски“ език, тоест украински език. Според указа се забранява издаването на религиозни и образователни книги, но се разрешава издаването на художествена литература.
Причината за циркуляра е опасението на царската власт, че книгите на украински език стимулират сепаратистки, прополски и антицарски настроения.
Ефектът на Валуевския циркуляр е закрепен и разширен с издадения от император Александър II Емски указ от 1876 г., според който публикуването на произведения на украински език е почти напълно забранено.
Валуевският циркуляр се счита за един от ярките прояви на шовинистичната политика на руското самодържавие, насочена към укрепване на русификацията, националното, духовно и политическо потисничество на украинския народ.

## Предистория
След окончателното унищожаване на украинската държавност от царя (ликвидация на хетманското управление, унищожаване на Запорожката Сеч, независимостта на правната система в Украйна, въвеждане на общоруска административно-териториална система и др.), Валуевският циркуляр свидетелства за колониалното политическо положение на Украйна. Започвайки с потисничеството на украинската култура (подчинение на украинската църква на Московската патриаршия, действителната забрана на украинското книгопечатане, допринасяща за упадъка на Киево-Могилянската академия и др.), автократичната Руска империя продължава политиката на русификация и репресии с Валуевския циркуляр, който фактически забранява украинската литература.

## Създаване
Някои изследователи смятат, че главният катализатор за появата на циркуляра е украинският превод на четирите Евангелия, изпратен до Светия Синод за разрешение за печат от пенсионирания инспектор на Нижинския лицей Пилип Морачевски. За да попречат на отпечатването на преводите, анонимни лица, нарекли се „представители на киевското духовенство“, „се обърнаха“ към III отдел[поясни]. В анонимния текст се говори за опасността от публикуването на украинския превод на Евангелието. От текста изглежда, че неговите автори допускат възможността за одобрение на украинския превод от Синода и протестират срещу него.
Изследователите обръщат внимание на факта, че анонимните лица са се обърнали към Охранката, а не към Синода, и предполагат, че инициаторът на жалбата е киевският генерал-губернатор Николай Анненков, тъй като ръкописното му обръщение към ръководителят на жандармите княз Василий Долгоруки сто процента съдържание съвпада с текста на анонимния автор: „Постигайки превода на Светото писание на малоруски език, привържениците на малоруската партия ще постигнат, така да се каже, признаване на независимостта на малоруския език и тогава, разбира се, те няма да спрат дотук и въз основа на отделността на езика ще предявят претенции за автономия на Малорусия“.
Още на 27 март 1863 г. Долгоруков информира за случая цар Александър II, който нарежда „да се разреши“ ситуацията около превода. В резултат на царската резолюция от 27 март Васил Долгоруков информира Петър Валуев за делото на украинофилите в писмо от 4 април, добавяйки писмо от Николай Анненков. В писмо от 17 юни Валуев информира Долгоруков, че „напълно споделя мнението“ на киевския генерал-губернатор.
Няколко дни по-късно Петър Валуев получи, независимо от III отдел, чрез докладващата му агенция за цензура, нов документ по украинския въпрос, който повтаря писмото на Николай Анненков и най-вероятно е бил инспириран от него. На 27 юни ръководителят на Киевската цензурна комисия Орест Новицки изпраща писмо до министъра на вътрешните работи въз основа на бележка от цензора на същата комисия Лазов, в което той информира, че неговият отдел е получил ръкописа "Притчі Господа нашого Ісуса Христа на українській мові розказані“ (от укр. —Притчите на нашия Господ Исус Христос, разказани на украински език) и изрази съмнение относно необходимостта от такова издание. Новицки твърдеше, че украинските ученици не трябва да четат Евангелието на украински.
В заявленията си Новицки изразява загриженост относно увеличаването на броя на украинските публикации в началото на 1860-те години. и относно заплахата от „отделяне на малоруския народ“. Той също така отбеляза, че „цензурната позиция при разглеждане на подобни ръкописи [за народа] става по-трудна, тъй като в тях самата цел е достойна за осъждане, а смисълът и съдържанието, като правило, нямат нищо забранено.“ Той също така твърди, че поляците стоят зад украинското национално движение.
Всички цитирани фрази, включително добре познатата „Нямаше особен малоруски език не е имало, няма и не може да има“, бяха прехвърлени в текста на циркуляра на Валуев без промени.
След това Валуев нареди да се подготви писмо от името на руския цар Александър II. Обръщайки се към царя относно украинските публикации, министърът предаде текста на Новицки, където той пише относно този случай. Той също така обърна вниманието на царя на факта, че докато преди само образованите класи на Украйна се интересуваха от произведения на украински език, напоследък те започнаха да се разпространяват и сред по-малко образованите класи. Валуев предложи да се разгледа въпросът за издаването на украински книги за народа заедно с министъра на народното образование, главния прокурор на Св. Синод и шеф на жандармите. Още преди началото на дискусията министър Валуев чрез имперския отдел за цензура временно спря печатането на учебна и религиозна литература на украински език, можеше да се печата само художествена литература. Александър II налага положителна резолюция

## Опити за съпротива
Няколко дни преди подписването на циркуляра Николай Костомаров във вестник „Ден“ опровергава измислиците за солидарността на украинофилите с поляците. Той също така се опитва да сведе въпроса само до намеренията за преподаване на украински език в началното училище. Тази реч Костомаров, както и аудиенцията на украинофилите при министъра на вътрешните работи Пьотр Валуев, не дава резултат. Валуев в дневника си на 28 юли 1863 г. само цинично и унизително отбелязва: „28 юли [1863 г.]. Сутринта на обяд. Тогава имах няколко души, включително [Николай] Костомаров, който е много обезпокоен от спирането на популярни публикации на хохлятски диалект [във връзка с приемането на Валуевския циркуляр]. Меко, но директно и категорично му съобщих, че взетата мярка остава непроменена“

## Въвеждане на циркуляра
На 12 юли циркулярът е одобрен от император Александър II и на 18 юли е изпратен на Пьотр Валуев за изпълнение от цензурните комитети в Киев, Вилнюс, Рига, Одеса и Санкт Петербург, както и от отделни цензори в Казан и Дерпт. Оттогава цензурата често забраняваше издаването на всякакви украински книги, така че след 8 години, според историка Николай Костомаров, украинската литература в границите на Руската империя фактически престава да съществува.
Оберпрокурорът на Синода и началникът на жандармерията подкрепиха циркуляра, писмото на последния съдържаше само една фраза: „Не намирам нито полза, нито необходимост в печатането на книги на малоруски език, предназначени за простолюдието“.

## Последствия
Инхибиращият ефект на Валуевския циркуляр за украинците беше осезаем. Ако през 1860 – 1863 година излизат от печат 114 заглавия на книги на украински език, след което през 1864 – 1869 г. година този брой е намалял до 24 заглавия.
Циркулярът беше удар за всички украинофили като цяло, но изследователите „разпознават“ няколко конкретни имена в неговите редове. Това са Володимир Антонович (лидер на движението на хломоманите), Николай Костомаров (организирал издаването на евтини книги на украински език за народа) и Пилип Морачевски (представил превода на Новия завет за разглеждане). Изследователите смятат делото на Морачевски за най-опасното за империята по това време, тъй като преводът на Евангелието на жив украински език, в случай на широкото му разпространение, би допринесъл за растежа на украинското национално самосъзнание в селска среда.
В Украйна неделните училища престават да работят, работата в организациите отслабва, някои от чиито членове са арестувани и заточени, като Александър Кониски и Павло Чубински, в северните провинции на Руската империя, а някои под влияние на публични обвинения на украинофилите в сепаратизъм и полицейските репресии срещу тях напуснаха обществената работа.
Валуевският циркуляр, който не само запазва силата си дълго време, но всъщност определя подхода на Руската империя към украинския въпрос до края на века и получава своето развитие в Емския указ от 1876 г.., имаше много негативни последици за руско-украинските отношения. Той също така допринесе за изтичането на украински активисти от Руската империя към Галиция, което повлия на изхода от борбата между проруските и антируските ориентации сред галицките русини и скоро превърна Галисия в украинския културен Пиемонт.
В резултат на това руските власти фактически подкрепиха усилията на украинските националисти да прехвърлят езиковия въпрос от сферата на прагматиката в сферата на символичните ценности. Изследователите смятат, че фокусът на правителството на Руската империя върху „френския“ модел на пълна асимилация на украинците не се оправда, така че Валуевският циркуляр се появява като принудителна забранителна мярка, която може да служи като свидетелство на недостатъчно обмислена, непоследователна и противоречива политика.
Някои изследователи смятат, че Валуев е предвидил временния ефект на циркуляра, но забраната е продължила много години и най-важното е, че логиката на политиката на руската имперска власт не е предвиждала никакви отстъпки за Украйна. Циркулярът би могъл да има кратка история само ако окончателно би унищожил украинофилството, но това не се случи.

## Отмяна
Украинците успяват да отменят циркуляра благодарение на Революцията от 1905 – 1907 г. През март 1905 г. Императорската академия на науките в Санкт Петербург изпраща доклад до правителството, в който се твърди, че украинският език е самостоятелен славянски език и препоръчва премахването на антиукраинските актове – Валуевския циркуляр и Емския указ. Фактическото премахване става благодарение на Манифеста от 17 октомври 1905 г.
От края на 1905 г. започват да излизат периодични издания на украински, като през 1906 г. в Киев, Харков, Одеса, Катеринослав, Лубни и други градове на Украйна, както и в Санкт Петербург и Москва, излизат 18 вестника и списания на украински.

## Текст
На руски език
Неофициален превод на български език